# Teatr Wielki im. Stanisława Moniuszki w Poznaniu

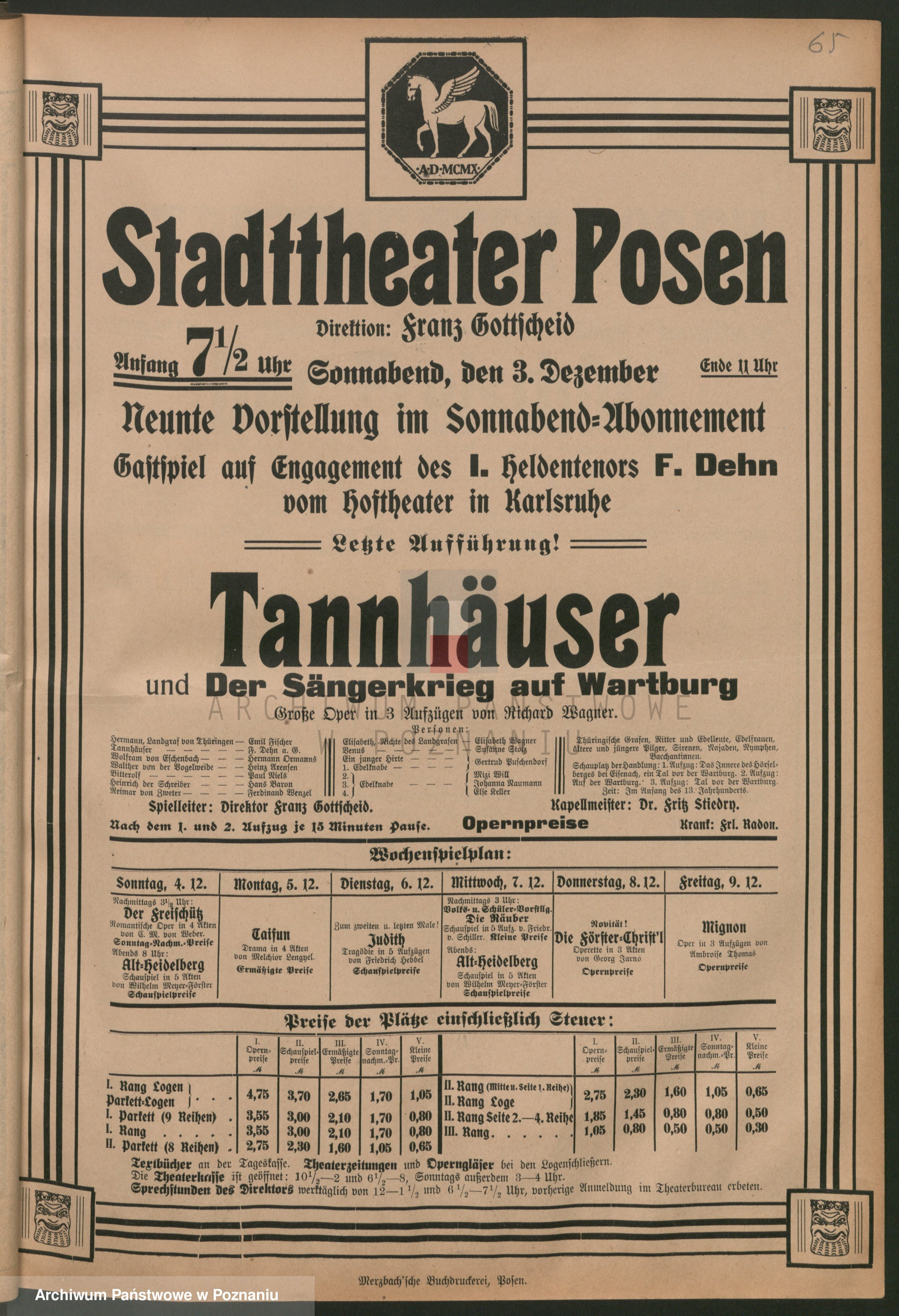
Afisz z 1910 r. zapowiadający Tannhäusera R. Wagnera

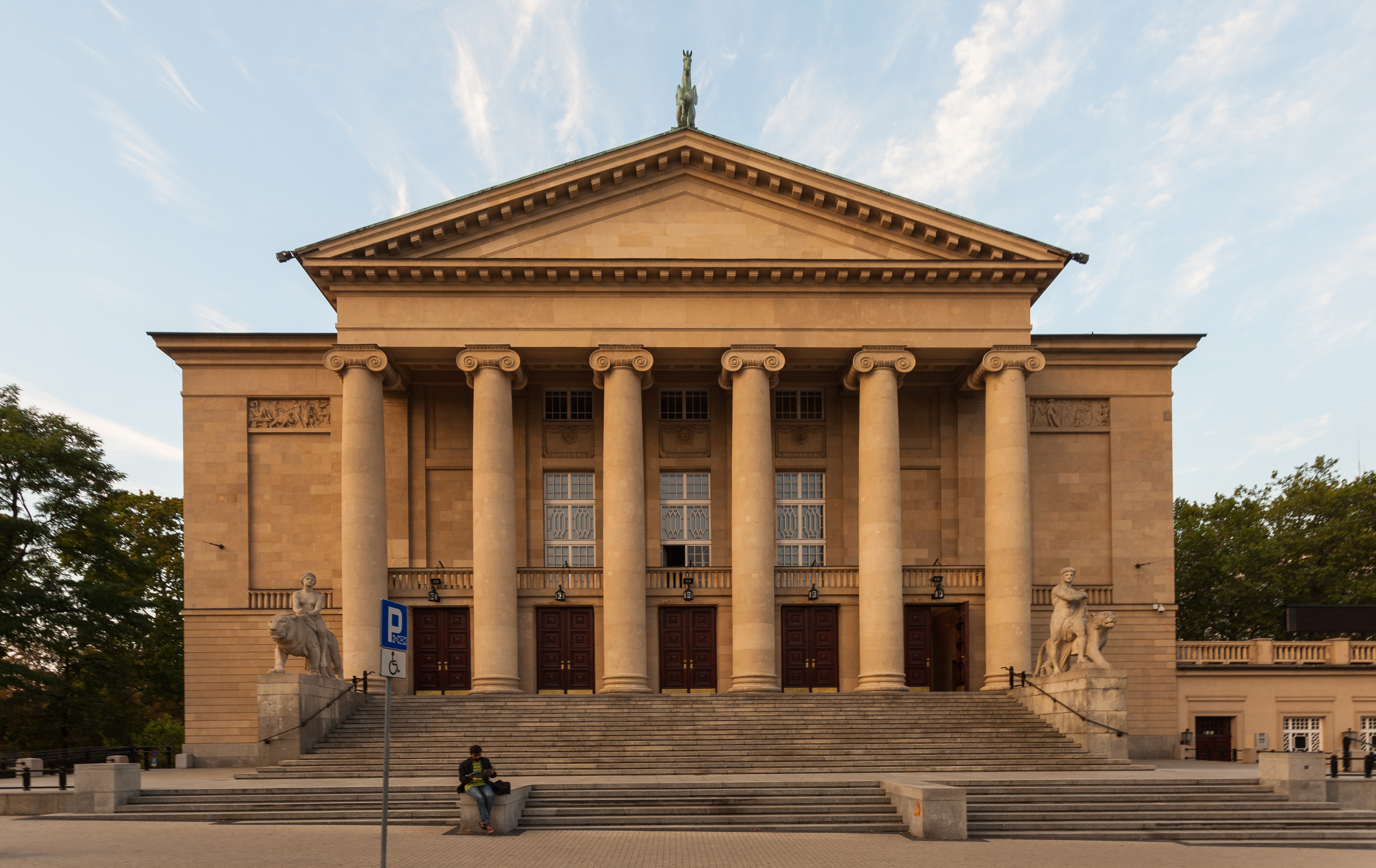
Fasada

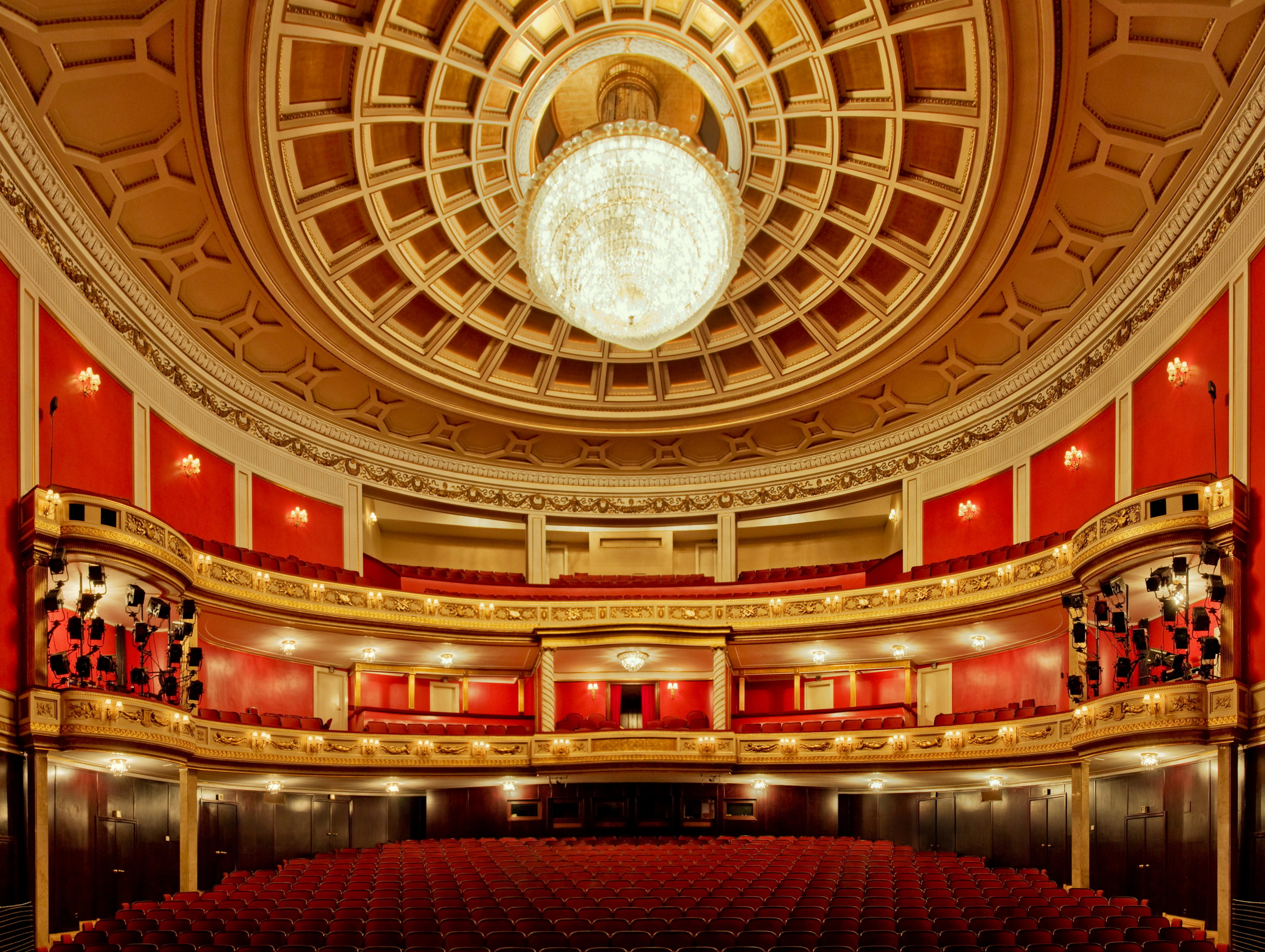
Widownia poznańskiej opery, 2008 (obraz panoramiczny)

Teatr Wielki im. Stanisława Moniuszki w Poznaniu – teatr operowy w Poznaniu przy ul. Fredry 9 (Dzielnica Cesarska).

## Historia

### Powstanie
Powstał według projektu Maxa Littmanna z monachijskiej pracowni Heilmann und Littman w przeciągu 18 miesięcy jako nowa siedziba Teatru Miejskiego, który mieścił się dotychczas w przestarzałym budynku Arkadii. Pierwsze przedstawienie – Czarodziejski flet W.A. Mozarta – odbyło się w 1910 roku.

### Dwudziestolecie międzywojenne
W 1919 roku przeszedł w ręce polskie. 31 sierpnia 1919 roku dzięki staraniom Jarogniewa Drwęskiego – ówczesnego Prezydenta Miasta Poznania, w Gmachu pod Pegazem odbyła się uroczystość inaugurująca działalność polskiego teatru operowego, na którą przybyli przedstawiciele kultury polskiej – Kornel Makuszyński, Bolesław Gorczyński, Emil Młynarski, Zenon „Miriam” Przesmycki, Felicjan Szopski, Michał Tarasiewicz. Nieobecna Gabriela Zapolska wysłała depeszę o treści „Szczęśliwa, dumna, pełna nadziei wchodzę dziś razem z Wami pod dach naszego teatru, którego drzwi lat tyle były dla nas zamknięte, a wnętrze niedostępne dla naszej drogiej mowy...”.
Inaugurującym spektaklem zrealizowanym przez polski zespół była Halka Stanisława Moniuszki, pod dyrekcją pierwszego polskiego dyrektora poznańskiej sceny – Adama Dołżyckiego. W tym historycznym wydarzeniu uczestniczyli Józefina Zacharska (Halka), Franciszek Bedlewicz (Jontek), Liliana Zamorska (Zofia), Augustyn Wiśniewski (Janusz), Karol Urbanowicz (Stolnik), Jan Popiel (Dziemba), Gabriel Górski (Dudarz), Stanisław Drabik (Góral).
W okresie międzywojennym miały tu miejsce światowe prapremiery Legendy Bałtyku Feliksa Nowowiejskiego, Margiera Konstantego Gorskiego i polska premiera Harnasi – baletu Karola Szymanowskiego. Mimo sukcesów instytucji zagroziła likwidacja, z uwagi na kłopoty finansowe miasta. W 1925 za zamknięciem opery opowiadali się niektórzy radni Narodowej Partii Robotniczej i socjalistyczni. Instytucję uratowało osobiste zaangażowanie prezydenta Cyryla Ratajskiego (wspomaganego przez Łucjana Kamieńskiego), wyjątkowo ceniącego sztukę operową. W 1929 (na PeWuKę) gmach zmodernizowano (autorem projektu był Stanisław Kirkin).

### Okupacja niemiecka
W czasie II wojny światowej w budynku Opery miał siedzibę niemiecki Grosses Haus. W tym okresie dominowały w repertuarze dzieła Richarda Wagnera, a także nazistowskie przedstawienia propagandowe. W listopadzie 1939 odbył się tutaj wiec z okazji objęcia władzy nad tzw. Krajem Warty przez Arthura Greisera. Częstym widzem teatru był Joseph Goebbels, który zjednoczył poznańskie teatry w jedno przedsiębiorstwo – Reichsgautheater Posen. Na widowni zasiadali też niejednokrotnie Heinrich Himmler i Robert Ley. Ogółem w trakcie okupacji wystawiono 283 sztuki, 147 oper oraz 166 operetek (łącznie 2354 przedstawień w ramach Reichsgautheater Posen). 2 kwietnia 1943 odbyła się premiera Tristana i Izoldy Richarda Wagnera, a 20 września tego samego roku Fidelia Ludwiga van Beethovena. Wydawano własne czasopismo, a artykuły o działalności publikowane były w ogólnokrajowym miesięczniku Das Theater. Ostatnie niemieckie przedstawienie dano 29 sierpnia 1944. Była to Moja siostra Ralpha Benatzky’ego.
Z uwagi na planowane wizyty znaczących gości przebudowano wnętrza. Kult Adolfa Hitlera sprawił, że zlikwidowano dwie loże honorowe i zastąpiono ją jedną, przeznaczoną przede wszystkim dla niego. Przebudowano restaurację, zmodernizowano wyposażenie techniczne, zamontowano trzytonowy żyrandol, organy elektryczne i obrotową scenę.
Od drugiej połowy 1944 obiekt zmilitaryzowano. Urządzono tu szpital dla rannych przywożonych z frontu (funkcjonował on do stycznia 1945). Łóżka porozstawiane były w korytarzach i na widowni. 4000 par butów i wszystkie kostiumy zrabowano wówczas i wywieziono do Rzeszy.
Podczas walk w 1945 budynek uniknął większych zniszczeń, pomimo że stanowił niemiecki punkt oporu, a potem na najwyższej kondygnacji urządzono punkt dowodzenia radzieckiego dowódcy artylerii podczas bojów o Cytadelę (do 23 lutego 1945). W podziemiach stacjonowały konie wojskowe. Z budynku rozkazy wydawali generałowie Wasilij Czujkow i Anastasij Szemienkow. 23 lutego 1945 przyprowadzono tutaj niemieckich parlamentariuszy z listem kapitulacyjnym od komendanta Cytadeli, Ernsta Gonella. Deklarację przed sztabem Czujkowa odczytał dr Heinrich Geuder. Przed teatrem okazano też do identyfikacji zwłoki Gonella, który popełnił samobójstwo w Cytadeli. Tożsamość samobójcy potwierdził Ernst Mattern, pierwszy dowódca Twierdzy Poznań, co uwieczniono w materiałach Polskiej Kroniki Filmowej nr 06/1945.

#### Po 1945
25 lutego 1945 do teatru przybył przyszły dyrektor, Zygmunt Wojciechowski. 2 czerwca 1945 Opera Poznańska rozpoczęła oficjalną działalność po II wojnie światowej i była pierwszym teatrem operowym w Polsce, który wznowił działania artystyczne (wystawiono podówczas Krakowiaków i Górali z muzyką Karola Kurpińskiego, w reżyserii B. Horowskiego i scenografii Z. Szpingera, z kostiumami wypożyczonymi z Krakowa). Na widowni zasiadł wtedy m.in. Edmund Zalewski – minister kultury. Operę tę zagrano ostatecznie 76 razy przy pełnej widowni. W 1949 patronem poznańskiej opery został Stanisław Moniuszko.
Począwszy od 31 sierpnia 1919 roku aż do końca sezonu artystycznego 2014/2015, w poznańskim Teatrze Wielkim zostało zrealizowanych 713 premier.
W latach 2001–2009 teatr wydawał periodyk „Operomania”, którego naczelnym redaktorem był prof. Jarosław Mianowski.
Od 12 lipca 2012 roku dyrektorem naczelnym teatru jest Renata Borowska-Juszczyńska, a dyrektorem artystycznym Gabriel Chmura. W 2014 teatr odwiedziło ok. 100 tys. osób.

## Daty
Do 1919 – Teatr Miejski
1919–1939 i 1945–1949 – Teatr Wielki 
VII 1949–I 1950 – Opera
I 1950–XI 1979 – Opera im. Stanisława Moniuszki
od XII 1979 – Teatr Wielki im. Stanisława Moniuszki.

## Architektura
Fasadę budynku stanowi w rzeczywistości olbrzymi portyk wzniesiony zgodnie z regułami architektury klasycznej starożytnego Rzymu. Kilkadziesiąt monumentalnych stopni ograniczają po bokach rzeźby: po lewej kobiety na lwie (symbolizująca Lirykę), a po prawej mężczyzny z idącą przy nim panterą (przedstawiającego Dramat). Na szczycie schodów stoi sześć olbrzymich jońskich kolumn, dźwigających trójkątny tympanon zwieńczony symbolem budynku – pegazem. Od wschodu znajduje się pawilon dawnej restauracji, a od zachodu osobne wejście dla cesarza. Wewnątrz wspaniale dekorowane halle, foyer i inne pomieszczenia. Na widowni mieszczącej obecnie 858 miejsc, uwagę zwraca kryształowy żyrandol i bogate dekoracje ścian.
Pierwotnie na tympanonie znajdował się cytat z poematu Die Künstler (Artyści) Friedricha von Schillera: „Der Menschheit Würde ist in eure Hand gegeben. Bewahret sie! Sie fällt mit euch! Mit euch wird sie sich heben!”, który został usunięty z fasady po przejęciu budynku przez władze polskie w roku 1919.
Fontanna usytuowana przed teatrem jest architektonicznie integralną częścią budynku i bezpośrednim przedłużeniem symbolu pegaza. Pod wpływem uderzenia kopyta pegaza, na górze Helikon – jednej z siedzib muz - miały trysnąć wody źródła Hippokrene. Źródło było poświęcone muzom, ponieważ pobudzało natchnienie, a sam pegaz stanowi symbol natchnienia poetyckiego i plastycznego. Po obu stronach zejścia do fontanny znajdują się dwie wazy z piaskowca, ozdobione analogicznymi rzeźbieniami, jakie znajdują się na froncie budynku teatru.
W 1988 Jerzy Gurawski zaproponował rozbudowę gmachu teatru o skrzydło zachodnie, symetryczne do istniejącego, wschodniego. W skrzydle zachodnim miałoby się mieścić drugie zaplecze sceny. Projekt zawierał także propozycję budowy małej sceny kameralnej od zachodu i zaplecza technicznego od północy (po wycięciu kilku drzew w parku Wieniawskiego). Do realizacji tego zamierzenia ostatecznie nie doszło.

## Polscy dyrektorzy Teatru
- Adam Dołżycki: 1919–1920

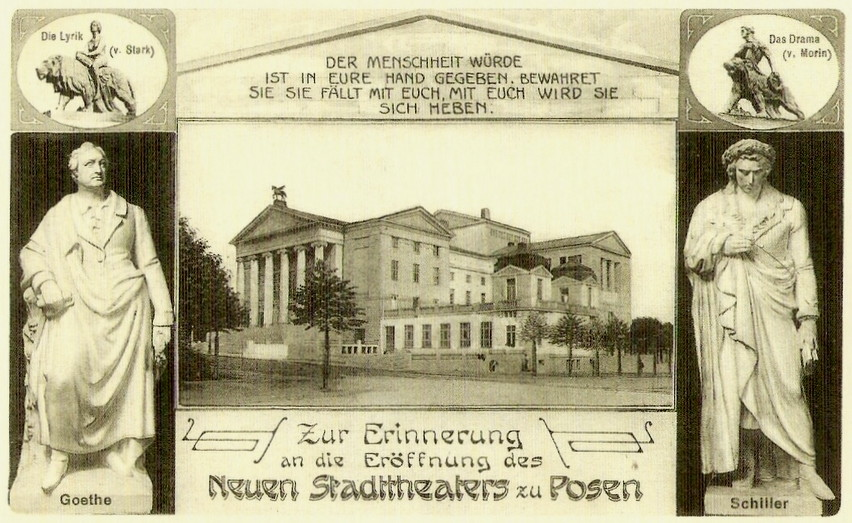
Pocztówka z wizerunkiem ówczesnego Teatru Miejskiego, ok. 1910 r.

- Piotr Stermich-Valcrociata: 1922–1929
- Zygmunt Wojciechowski: 1929–1933, 1945–1949
- Zygmunt Latoszewski: 1933–1939, 1945–1948
- Walerian Bierdiajew: 1949–1953
- Zdzisław Górzyński: 1948–1949, 1954–1963
- Robert Satanowski: 1963–1969
- Mieczysław Nowakowski: 1969–1972
- Jan Kulaszewicz: 1972–1978
- Mieczysław Dondajewski: 1978–1992
- Władysław Radomski: 1992–1995
- Sławomir Pietras: 1995–2009
- Michał Znaniecki: 2009–2012
- Renata Borowska-Juszczyńska: 2012-…

## Soliści i tancerze
Soliści i tancerze związani dawniej i obecnie z Teatrem Wielkim, to m.in. Zdzisława Donat, Wojciech Drabowicz, Marcin Bronikowski, Conrad Drzewiecki, Witold Gruca, Krystyna Jamroz, Antonina Kawecka, Tomasz Mazur, Dominik Muśko, Olga Sawicka, Dominik Senator, Jaromir Trafankowski, Barbara Zagórzanka.

## Reżyserzy
Na scenie Teatru Wielkiego w Poznaniu swoje spektakle realizowali m.in.:
- Pippo Delbono (Don Giovanni Wolfganga A. Mozarta, 2014)
- Gianfranco de Bosio (Don Carlos Giuseppe Verdiego, 2005)
- Ran Arthur Braun (Cyganeria Giacoma Pucciniego, 2012; Cyberiada Krzysztofa Meyera, 2013; Słowik Igora Strawińskiego, 2014; Dziecko i czary Maurice’a Ravela, 2014)
- Kirsten Delholm (Parsifal Richarda Wagnera, 2013)
- Uwe Drechsel (Ondyna E.T.A. Hoffmanna, 2004)
- Conrad Drzewiecki (Verbum nobile i Flis Stanisława Moniuszki, 1997)
- Agata Duda-Gracz (Cyganeria Giacoma Pucciniego, 2010)
- Adam Hanuszkiewicz (Faust Antoniego Księcia Radziwiłła, 2003)
- Grzegorz Jarzyna (Così fan tutte Wolfganga A. Mozarta, 2005)
- Janusz Józefowicz (Ça ira Rogera Watersa, 2006)
- Maja Kleczewska (Slow Man Nicholasa Lensa, 2012)
- Krzysztof Kolberger (Nędza uszczęśliwiona Macieja Kamieńskiego, 1997; Cud mniemany czyli Krakowiacy i Górale Wojciecha Bogusławskiego i Jana Stefaniego, 1999, Henryk VI na łowach Karola Kurpińskiego, 2007)
- Tomasz Konina (Fidelio Ludwiga van Beethovena, 2002; Falstaff Giuseppe Verdiego, 2013)
- Hans-Peter Lehmann (Parsifal Richarda Wagnera, 1999)
- Leszek Mądzik (Cavalleria rusticana [Rycerskość wieśniacza] Pietro Mascagniego, 2015)
- David Pountney (Portret Mieczysława Weinberga, 2013)
- Maciej Prus (Gracze Dmitrija Szostakowicza / Krzysztofa Meyera, 2005)
- Achim Thorwald (Tannhäuser Richarda Wagnera, 2009)
- Mariusz Treliński (Andrea Chénier Umberto Giordana, 2004)
- Marek Weiss-Grzesiński (m.in. Nabucco Giuseppe Verdiego, 1995; Elektra Mikisa Theodorakisa, 1995; Traviata Giuseppe Verdiego 1996; Salome Richarda Straussa, 1998; Diabły z Loudun Krzysztofa Pendereckiego, 1998; Galina Marcela Landowskiego, 1999; Madame Butterfly Giacoma Pucciniego, 2000; Aida Giuseppe Verdiego, 2001)
- Waldemar Zawodziński (Bal maskowy Giuseppe Verdiego, 2006)

## Zieleniec
Wokół Teatru rozciąga się dość rozległy zieleniec z bogatym, starym drzewostanem, który powstał wraz z budynkiem. Drzewostan ucierpiał jednak w czasie II wojny światowej, kiedy to wycięto prawie całą kolekcję drzew iglastych i pamiątkową lipę, zasadzoną podczas Zjazdu Śpiewaków w 1929, jako lipę słowiańską. Wojnę przetrwała topola balsamiczna i klony jesionolistne. W latach 50. XX wieku w okolicy gnieździły się: zięba zwyczajna, trznadel zwyczajny, sikory, szpak zwyczajny i sierpówka. Poza ul. Wieniawskiego rozciąga się Park Wieniawskiego, a poza ulicą Fredry – Park Mickiewicza.

## Wyróżnienia
Uchwałą Rady Państwa z 15 stycznia 1953 r. „Za wybitne osiągnięcia artystyczne oraz popularyzację polskiej sztuki operowej w kraju i za granicą, a zwłaszcza za wysoki poziom ideowo-artystyczny przedstawień operowych w Moskwie w dniach od 13 grudnia 1952 r. do 12 stycznia 1953 r.” Państwowa Opera im. Stanisława Moniuszki w Poznaniu została odznaczona Orderem Sztandaru Pracy I klasy.
W 1979 ówczesna Opera została wyróżniona, jako pierwszy na świecie teatr muzyczny, włoską nagrodą za popularyzację muzyki Giuseppe Verdiego, przyznawaną podczas festiwalu Sacre del Melodramma w Salsomaggiore Terme. Wybór uzasadniono faktem, że w 60-letniej historii teatru, zaprezentowano na jego scenie 25 premier utworów Verdiego, a liczba przedstawień sięgnęła 1500.
30 września 2010, z okazji stulecia teatru, zorganizowano Wielki Koncert Galowy, podczas którego odczytano list prezydenta Bronisława Komorowskiego, a także wręczono teatrowi Medal „Zasłużony Kulturze Gloria Artis”, odznakę honorowa „Zasłużony dla Kultury Polskiej” i odznakę honorową "Za zasługi dla Województwa Wielkopolskiego". Spektakl Portret Mieczysława Wajnberga w reżyserii Davida Pountneya uhonorowany został Teatralną Nagrodą Muzyczną im. Jana Kiepury 2014 w kategorii Najlepszy Spektakl.
Scenograf spektaklu Cyberiada Krzysztofa Meyera Justin C. Arienti uhonorowany został Teatralną Nagrodą Muzyczną im. Jana Kiepury 2014 w kategorii Najlepszy Scenograf.
Wystawione w teatrze inscenizacje rzadko granych oper S. Moniuszki zdobyły statuetki International Opera Awards w kategorii Dzieło Ponownie Odkryte: w 2020/2021 Paria a w 2023 Jawnuta.

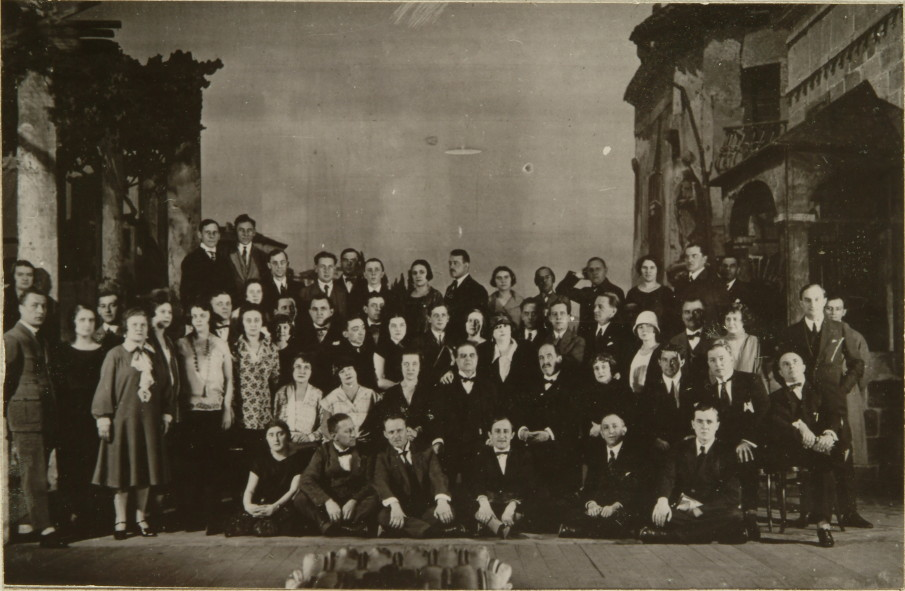
Pietro Mascagni z żoną Liną w otoczeniu zespołu artystycznego Opery Poznańskiej, 24 X 1925 r.

## Prapremiery
Lista prapremier w repertuarze teatru (1919–1989):

### Opery i operetki
- Maria, Henryk Opieński, 24 kwietnia 1923,
- Legenda Bałtyku, Feliks Nowowiejski, 28 listopada 1924,
- Żywila, Alojzy Dworzaczek, 12 maja 1926,
- Pomsta Jontkowa, Bolesław Wallek-Walewski, 16 października 1926,
- Margier, Konstanty Górski, 13 stycznia 1927,
- Jakub Lutnista, Henryk Opieński, 21 grudnia 1927,
- Krzyżacy, Adam Dołżycki, 2 lutego 1929,
- Młyn diabelski, Ludomir Różycki, 21 lutego 1931,
- Lili chce śpiewać, Ludomir Różycki, 7 marca 1933 (operetka),
- Damy i huzary, Łucjan Kamieński, 2 października 1938,
- Komendant Paryża, Witold Rudziński, 27 marca 1960,
- Kalina, Apolinary Szeluto, 29 września 1968,
- Zmierzch Peryna, Zbigniew Penherski, 6 października 1974,
- Joanna d’Arc na stosie, Arthur Honegger, 16 września 1979,
- Rzeka krzyczących ptaków, Benjamin Britten, 22 listopada 1980[19].

### Balety
- Wesele na wsi, Feliks Nowowiejski, 1 grudnia 1928,
- Tatry, Feliks Nowowiejski, 27 lutego 1929,
- Harnasie, Karol Szymanowski, 9 kwietnia 1938,
- Swantewit, Piotr Perkowski, 19 czerwca 1948,
- Z chłopa król, Grażyna Bacewicz, 25 lipca 1954,
- Zabawa w Lipinach, Zygmunt Mycielski, 25 lipca 1954,
- Bursztynowa panna, Adam Świerzyński, 10 czerwca 1961,
- Esik w Ostendzie, Grażyna Bacewicz, 18 października 1964,
- Wariacje 4:4, Franciszek Woźniak, 12 czerwca 1966,
- Tempus jazz 67, Jerzy Milian, 9 grudnia 1967,
- La Peri, Paul Dukas, 4 maja 1980[19].

## Premiery polskie
Lista premier polskich w repertuarze teatru (1919–1989):

### Opery i operetki
- Jenufa, Leoš Janáček, 17 marca 1926,
- Ariadna na Naksos, Richard Strauss, 10 grudnia 1926,
- Uczta szyderców, Umberto Giordano, 16 lutego 1927,
- Miłość trzech króli, Italo Montemezzi, 21 stycznia 1928,
- Jaskółka, Giacomo Puccini, 25 czerwca 1929,
- Szwanda Dudziarz, Jaromír Weinberger, 12 lutego 1930,
- Fiołek z Montmartre, Imre Kálmán, 20 grudnia 1930 (operetka),
- Iris, Pietro Mascagni, 25 kwietnia 1931,
- Kobieta, która wie czego chce, Oscar Straus, 30 kwietnia 1933 (operetka),
- Così fan tutte, Wolfgang Amadeus Mozart, 10 grudnia 1933,
- Kniaź Igor, Aleksandr Borodin, 10 lutego 1934,
- Piękny jest świat, Franz Lehár, 20 października 1934 (operetka),
- Diabeł i Kasia, Antonín Dvořák, 28 października 1934,
- Nieszpory sycylijskie, Giuseppe Verdi, 16 marca 1935,
- Adriana Lecouvreur, Francesco Cilea, 21 grudnia 1935,
- Juliusz Cezar, Georg Friedrich Händel, 25 kwietnia 1936,
- Czterech gburów, Ermanno Wolf-Ferrari, 17 kwietnia 1937,
- Alcesta, Christoph Willibald Gluck, 12 marca 1938,
- Śnieżka, Nikołaj Rimski-Korsakow, 15 lipca 1951,
- Krutniawa, Eugen Suchoň, 12 września 1959,
- Konsul, Gian Carlo Menotti, 30 grudnia 1961,
- Katarzyna Izmajłowa, Dmitrij Szostakowicz, 29 lutego 1964,
- Szkoła żon, Rolf Liebermann, 5 listopada 1966,
- Dziecko i czary, Maurice Ravel, 31 grudnia 1968,
- Krwawe gody, Sándor Szokolay, 23 marca 1969,
- Sen nocy letniej, Benjamin Britten, 29 grudnia 1977,
- Ognisty anioł, Siergiej Prokofjew, 12 czerwca 1983,
- Czarna maska, Krzysztof Penderecki, 25 października 1987[19].

### Balety
- Śpiąca królewna, Piotr Czajkowski, 29 grudnia 1956,
- Nowa Odysea, Victor Bruns, 6 czerwca 1959,
- Improwizacje do Szekspira, Duke Ellington i Zdzisław Szostak, 12 czerwca 1966,
- Miłością za miłość, Tichon Chriennikow, 8 grudnia 1977[19].

## Dzieła Stanisława Moniuszki
Lista dzieł Stanisława Moniuszki w repertuarze teatru (1919–1989):
- Bajka (premiera: 22.9.1923, kierownictwo muzyczne: Bolesław Tyllia),
- Bajka (premiera: 6.4.1946, kierownictwo muzyczne: Zygmunt Latoszewski),
- Flis (premiera: 3.5.1930, kierownictwo muzyczne: Bolesław Tyllia),
- Flis (premiera: 21.4.1949, kierownictwo muzyczne: Zygmunt Wojciechowski),
- Halka (premiera: 31.8.1919, kierownictwo muzyczne: Adam Dołżycki),
- Halka (premiera: 30.10.1935, kierownictwo muzyczne: Stefan Barański),
- Halka (premiera: 11.10.1947, kierownictwo muzyczne: Zygmunt Latoszewski),
- Halka (premiera: 22.1.1950, kierownictwo muzyczne: Walerian Bierdiajew),
- Halka (premiera: 11.4.1970, kierownictwo muzyczne: Mieczysław Nowakowski),
- Hrabina (premiera: 1.9.1929, kierownictwo muzyczne: Zygmunt Wojciechowski),
- Hrabina (premiera: 21.9.1946, kierownictwo muzyczne: Zygmunt Wojciechowski),
- Hrabina (premiera: 24.9.1966, kierownictwo muzyczne: Robert Satanowski),
- Paria (premiera: 13.7.1958, kierownictwo muzyczne: Antoni Wicherek),
- Straszny dwór (premiera: 6.10.1919, kierownictwo muzyczne: Adam Dołżycki),
- Straszny dwór (premiera: 10.9.1933, kierownictwo muzyczne: Zygmunt Latoszewski),
- Straszny dwór (premiera: 5.10.1938, kierownictwo muzyczne: Zygmunt Latoszewski),
- Straszny dwór (premiera: 19.1.1946, kierownictwo muzyczne: Zygmunt Latoszewski),
- Straszny dwór (premiera: 20.5.1952, kierownictwo muzyczne: Walerian Bierdiajew),
- Straszny dwór (premiera: 16.9.1962, kierownictwo muzyczne: Edwin Kowalski),
- Straszny dwór (premiera: 17.5.1968, kierownictwo muzyczne: Robert Satanowski),
- Straszny dwór (premiera: 22.2.1986, kierownictwo muzyczne: Mieczysław Dondajewski),
- Verbum nobile (premiera: 26.5.1920, kierownictwo muzyczne: Adam Dołżycki),
- Verbum nobile (premiera: 1.12.1928, kierownictwo muzyczne: Zygmunt Wojciechowski),
- Verbum nobile (premiera: 9.10.1938, kierownictwo muzyczne: Stefan Barański),
- Verbum nobile (premiera: 19.6.1948, kierownictwo muzyczne: Zygmunt Wojciechowski),
- Verbum nobile (premiera: 12.4.1958, kierownictwo muzyczne: Antoni Wicherek),
- Verbum nobile (premiera: 11.10.1969, kierownictwo muzyczne: Robert Satanowski),
- Widma (premiera: 9.11.1921, kierownictwo muzyczne: Adam Dołżycki),
- Zefir i Flora (premiera: 11.4.1924, kierownictwo muzyczne: Bolesław Tyllia)[19].